# Don't Come Around Here No More
Don't Come Around Here No More é uma música escrita por Tom Petty, de Tom Petty and the Heartbreakers e David A. Stewart, da Eurythmics. Foi lançado em fevereiro de 1985 como o single principal de Tom Petty e do álbum Southern Accents, do Heartbreakers. 

## Antecedentes e letra
A inspiração original foi um encontro romântico que o produtor David A. Stewart, da Eurythmics, teve com Stevie Nicks, da Fleetwood Mac. No The Howard Stern Show, Stewart explicou que a frase do título foi proferida por Nicks. Ela havia terminado com o guitarrista do Eagles, Joe Walsh, na noite anterior, e convidou Stewart para sua casa para uma festa depois de um show do Eurythmics em Los Angeles. Stewart não sabia quem ela era na época, mas foi assim mesmo. Quando todos os foliões desapareceram no banheiro por algumas horas para cheirar cocaína, ele decidiu subir as escadas para dormir. Ele acordou às 5 da manhã e encontrou Nicks em seu quarto experimentando roupas vitorianas e descreveu todo o cenário como uma reminiscência de Alice no país das maravilhas. Mais tarde naquela manhã, Walsh apareceu para encontrar Nicks e Stewart ouviu Nicks expulsar Walsh, dizendo a ele: "Não venha mais para cá". 

## Vídeo da música
O videoclipe tem como tema Alice no País das Maravilhas e foi dirigido por Jeff Stein. Dave Stewart aparece como a lagarta no início, sentado em um cogumelo com um cachimbo de água enquanto pratica cítara. Petty aparece no vídeo vestido como O Chapeleiro Maluco, e a atriz Louise “Wish” Foley interpretou Alice. No clímax do vídeo, Alice se transforma em um bolo e é comida por Petty e até por seus próprios amigos. O vídeo termina com ela sendo engolida inteira por Petty, após o que ele dá um pequeno arroto e dá um tapinha na boca. 

## Pessoal
Tom Petty and the Heartbreakers
- Tom Petty - vocal, piano
- Mike Campbell - guitarra, sintetizador de baixo
- Benmont Tench - sintetizador de cordas
- Stan Lynch - bateria, percussão
- Howie Epstein - baixo, vocais

Pessoal adicional
- David A. Stewart - cítara elétrica, sintetizador, vocal
- Dean Garcia - introdução guitarra baixo
- Daniel Rothmuller - violoncelo
- Marilyn Martin - vocais secundários
- Stephanie Spruill - vocal de acompanhamento
- Sharon Celani - vocais secundários
- Alan "Bugs" Weidel - piano para cães selvagens

## Outras versões
Susanna de Susanna and the Magical Orchestra dá à música uma versão  discreta, baseada em piano, em seu álbum de 2008, Flower of Evil. A banda indie Vampire Weekend apresenta a música regularmente durante shows ao vivo. A cantora e compositora indie pop britânica Diana Vickers apresentou a música como uma faixa promocional antes do lançamento de seu segundo álbum. A música foi parodiada por Bob Rivers. O showrunner Noah Hawley e o compositor Jeff Russo também fizeram uma versão para o episódio da segunda temporada do programa Legion. 